# Jānis Intenbergs
Jānis Intenbergs (ur. 1 kwietnia 1959) – piłkarz łotewski. Obecnie asystent trenera reprezentacja Łotwy U-21.

## Kariera piłkarska
Jānis Intenbergs jest jednym z najwybitniejszych piłkarzy pochodzących z łotewskiej Lipawy. Bramkostrzelny napastnik przez większość kariery grał w klubach właśnie z tego miasta. W czasie występów w miejscowym Liepājas Metalurgs (obecnie Metalurgs) był jednym z najbardziej popularnych zawodników. W swoim najlepszym sezonie strzelił dla drużyny Zvejnieksu 28 bramek w 35 spotkaniach (1984). Został tym samym wicekrólem strzelców w lidze, a jego dorobek stanowił ponad połowę bramek strzelonych przez drużynę w rozgrywkach. Przez siedem sezonów był najlepszym strzelcem klubu. Po przejściu do stołecznego Daugava Ryga wygrał z klubem sowiecką I ligę i walczył w play-off o miejsce w najwyższej klasie rozgrywek w ZSRR. Mając w Rydze za konkurentów w ataku takich zawodników jak Aleksandrs Starkovs i Jevgeņijs Miļevskis, miał problemy z regularną grą w pierwszym składzie, w związku z czym w 1987 roku powrócił do Lipawy.
Po trzech latach występów w macierzystym klubie stał się pierwszym wychowankiem klubu, który wyjechał do zagranicznego klubu. W rundzie jesiennej sezonu 1991/1992 występował na zapleczu polskiej ekstraklasy w zespole Olimpii Elbląg. Po pół roku gry odszedł z przeżywającej kłopoty finansowe Olimpii. Kolejnym i ostatnim klubem w jego karierze w Polsce stał się Stomil Olsztyn.
Po powrocie do rodzinnego kraju ponownie bronił barw klubu z Lipawy, który kilkukrotnie zmieniał w tamtym czasie nazwę. Karierę piłkarską zakończył w 1996 roku.

## Kariera szkoleniowa
Pierwszym zespołem, w którym Intenbergs rozpoczął pracę szkoleniowca był Metelurgs Lipawa gdzie zajął się szkoleniem drużyn młodzieżowych. Obecnie pracuje jako asystent trenera młodzieżowej reprezentacji Łotwy U-21